# 伊恩·特维钦
伊恩·罗伯特·特维钦（英語：Ian Robert Twitchin，1952年1月22日—2017年12月3日），英国德文郡廷茅斯人，是一名英国足球运动员。他扮演右后卫和中场球员，他整个职业生涯都在托奎联足球俱乐部工作，并在联盟出场401次。后来他为米尼黑德和牛顿方丈热刺效力，后者他曾经是球队经理。
2017年12月3日，他去世，享年65岁。